# ماراكالاجونيس
ماراكالاجونيس ، (بالإنجليزية: Maracalagonis)‏، (سردينيا: Mara-Calagonis)، هي بلدية في مدينة كالياري، في منطقة سردينيا الإيطالية، وتقع على بعد حوالي 12 كم (7 ميل) شمال شرق كالياري. 

## السكان
في سنة 1861 بلغ عدد السكان 1٬099 نسمة، وتطور العدد ليصل في سنة 2011 لـ 7٬523 نسمة.
يظهر هذا المخطط البياني تطور النمو السكاني لـ ماراكالاجونيس